# CFHQS J2329-0301
CFHQS J2329-0301 är en kvasar som är belägen 12,7 miljarder ljusår från jorden i Fiskarna. Den upptäcktes 2007 och var då den mest avlägsna kvasaren som upptäckts, fram tills att kvasaren ULAS J1120+0641 upptäcktes 2011. Den är 500 miljoner gånger så massiv som solen.